# Karanggedang (Bukateja)
Karanggedang is een bestuurslaag in het regentschap Purbalingga van de provincie Midden-Java, Indonesië. Karanggedang telt 5444 inwoners (volkstelling 2010).